# True Brew
True Brew è l'ottavo album dei Millencolin uscito il 22 aprile 2015 in Europa.
L'album è uscito 7 anni dopo Machine 15.

## Tracce
1. Egocentric Man – 2:34
2. Chameleon – 2:58
3. Autopilot Mode – 2:00
4. Bring Me Home – 2:27
5. Sense & Sensibility – 2:37
6. True Brew – 3:22
7. Perfection Is Boring – 2:59
8. Wall of Doubt – 2:45
9. Something I Would Die For – 2:51
10. Silent Suicide – 1:20
11. Man of 1000 Tics – 2:52
12. Mr. Fake Believe – 2:36
13. Believe in John – 3:21

## Formazione
- Nikola Sarcevic - basso e voce
- Erik Ohlsson - chitarra
- Mathias Färm - chitarra
- Frederik Larzon - batteria